# National Provincial Championship Division 2 1976
La National Provincial Championship Division 2 1976 fue la primera edición de la segunda división del principal torneo de rugby de Nueva Zelanda.

## Sistema de disputa
Los equipos enfrentan a los equipos restantes de su zona en una sola ronda.
- El equipo que logre mayor cantidad de puntos al final del torneo se corona campeón.

- El equipo campeón de la zona norte asciende de manera directa a la primera división mientras que el campeón de la zona sur disputa un repechaje frente al penúltimo ubicado en la primera división.

## División 2 Norte
Tabla de posiciones
| Pos. | Equipo         | Encuentros | Encuentros | Encuentros | Encuentros | Tantos | Tantos | Tantos | Puntos |
| Pos. | Equipo         | PJ         | PG         | PE         | PP         | F      | C      | Dif    | Puntos |
| ---- | -------------- | ---------- | ---------- | ---------- | ---------- | ------ | ------ | ------ | ------ |
| 1.º  | Taranaki       | 8          | 8          | 0          | 0          | 209    | 49     | +160   | 16     |
| 2.º  | Wanganui       | 8          | 7          | 0          | 1          | 216    | 87     | +129   | 14     |
| 3.º  | King Country   | 8          | 4          | 1          | 3          | 110    | 144    | -34    | 9      |
| 4.º  | Waikato        | 8          | 4          | 0          | 4          | 173    | 76     | +97    | 8      |
| 5.º  | Wairarapa Bush | 8          | 4          | 0          | 4          | 98     | 107    | -9     | 8      |
| 6.º  | Poverty Bay    | 8          | 4          | 0          | 4          | 92     | 115    | -23    | 8      |
| 7.º  | East Coast     | 8          | 2          | 0          | 6          | 41     | 214    | -173   | 4      |
| 8.º  | Thames Valley  | 8          | 1          | 1          | 6          | 70     | 128    | -58    | 3      |
| 9.º  | Horowhenua     | 8          | 1          | 0          | 7          | 94     | 183    | -89    | 2      |

|  | Campeón Zona Norte, asciende a primera división. |

| Bandera de Nueva Zelanda |
| Campeón Taranaki         |
| Primer título            |

## División 2 Sur
| Pos. | Equipo           | Encuentros | Encuentros | Encuentros | Encuentros | Tantos | Tantos | Tantos | Puntos |
| Pos. | Equipo           | PJ         | PG         | PE         | PP         | F      | C      | Dif    | Puntos |
| ---- | ---------------- | ---------- | ---------- | ---------- | ---------- | ------ | ------ | ------ | ------ |
| 1.º  | South Canterbury | 5          | 4          | 0          | 1          | 103    | 39     | +64    | 8      |
| 2.º  | Buller           | 5          | 3          | 0          | 2          | 64     | 40     | +24    | 6      |
| 3.º  | Nelson Bays      | 5          | 3          | 0          | 2          | 72     | 77     | -5     | 6      |
| 4.º  | Mid Canterbury   | 5          | 2          | 1          | 2          | 50     | 55     | -5     | 5      |
| 5.º  | West Coast       | 5          | 1          | 1          | 3          | 59     | 63     | -4     | 3      |
| 6.º  | North Otago      | 5          | 1          | 0          | 4          | 41     | 114    | -74    | 2      |

|  | Campeón Zona Sur, clasifica al repechaje por el ascenso. |

| Bandera de Nueva Zelanda |
| Campeón South Canterbury |
| Primer título            |